# Байгускаровский сельсовет
Байгускаровский сельсове́т (баш. Байғусҡар ауыл советы) — упразднённая в 2008 году административно-территориальная единица и сельское поселение (тип муниципального образования) в составе Хайбуллинского района Башкортостана. Объединён с сельским поселением Татыр-Узякский сельсовет. Административный центр — село Байгускарово.
Код ОКАТО — 80255823000.

## Состав
- с. Байгускарово — административный центр,
- д. Переволочан.

## История
В 2008 году произошло объединение Татыр-Узякского и Байгускаровского сельсоветов с сохранением наименования «Татыр-Узякский».
Закон Республики Башкортостан от 19.11.2008 N 49-з «Об изменениях в административно-территориальном устройстве Республики Башкортостан в связи с объединением отдельных сельсоветов и передачей населённых пунктов», ст.1 гласил:

 "Внести следующие изменения в административно-территориальное устройство Республики Башкортостан:
 45) по Хайбуллинскому району:
 а) объединить Татыр-Узякский и Байгускаровский сельсоветы с сохранением наименования «Татыр-Узякский» с административным центром в селе Татыр-Узяк.
Включить сёла Байгускарово, Переволочан Байгускаровского сельсовета в состав Татыр-Узякского сельсовета.

Утвердить границы Татыр-Узякского сельсовета согласно представленной схематической карте.

Исключить из учётных данных Байгускаровский сельсовет

## Географическое положение
На 2008 год граничил с муниципальными образованиями: Антинганский сельсовет, Татыр-Узякский сельсовет, Ивановский сельсовет, Фёдоровский сельсовет («Закон Республики Башкортостан от 17.12.2004 N 126-з (ред. от 19.11.2008) „О границах, статусе и административных центрах муниципальных образований в Республике Башкортостан“»).